# Open Live Writer
Open Live Writer (também conhecido como OLW) é um aplicativo de código aberto desktop para a publicação de blogs lançado pela .NET Foundation. Ele é uma fork da versão 2012 do Windows Live Writer, que é desenvolvido pela Microsoft e faz parte da linha de produtos do Windows Live. O Open Live Writer tem como característica uma ferramenta de criação WYSIWYG, funções de publicação de fotos e mapas, e atualmente é compatível com WordPress (hospedado), Blogger e o WordPress.com, com suporte planejado para outras plataformas.  O código-fonte está disponível no GitHub sob a licença MIT.

## História

### Windows Live Writer
Open Live Writer é uma fork do Windows Live Writer, que foi baseado no Onfolio Writer, um produto que a Microsoft obteve após a aquisição da Onfolio em 2006. A equipe do Onfolio Writer trabalhou em conjunto com a equipe do Windows Live Spaces para lançar o Windows Live Writer. Depois do lançamento do Windows 8, a equipe responsável pelo software encorajada, pela Microsoft, em se focar em desenvolver aplicativos no estilo Metro, e a última maior versão do Windows Live Writer foi lançada em 2012.
Em 12 de junho de 2014, Scott Hanselman anunciou a ideia de tornar o código do Windows Live Writer aberto. Quase um ano depois, parecia que a abertura do código do programa foi aprovado pela Microsoft. Ainda no mesmo ano, a.NET Foundation anunciou uma fork de código aberto do Windows Live Writer.

### Anúncio inicial
Em 9 de dezembro de 2015, Scott Hanselman anunciou o fork do Windows Live Writer da Microsoft como um projeto de código aberto chamado de Open Live Writer. O anúncio nota que o aplicativo original do Windows Live Writer 2012 irá continuar sendo de propriedade da Microsoft e continuará sendo oferecido como parte do Windows Essentials enquanto o Open Live Writer será desenvolvido independentemente como parte da .NET Foundation. Uma versão de previsão do aplicativo foi oferecida para download no mesmo dia além do código-fonte completo no GitHub.

### Histórico de versões
| Tabela de versões: Open Live Writer | Tabela de versões: Open Live Writer | Tabela de versões: Open Live Writer |
| Versão                              | Data de lançamento                  | Notas |
| ----------------------------------- | ----------------------------------- | --- |
| 0.5.0.0                             | 9 de dezembro de 2015               | - Versão inicial pública - Relativamente inalterado a partir do Windows Live Writer 2012 com os seguintes recursos removidos: verificação ortográfica, suporte para sistemas anteriores ao Windows 10, API do "Blog This", recursos de álbuns. - Plataformas de publicação suportados: WordPress.com, WordPress hospedado, Blogger do Google.    |
| 0.5.1.2                             | 16 de dezembro de 2015              | - Esta versão fornecida a versão inicial do suporte Blogger usando o seu mais recente API para desbloquear usuários do Blogger. - Categorias/maracadores do Blogger ainda não são suportados. |
| 0.5.1.3                             | 22 de dezembro de 2015              | - Esta versão fornecida algumas correções de erros e melhorias para o suporte ao Blogger com base no feedback. |
| 0.5.1.4                             | 23 de dezembro de 2015              | - Pequena atualização que resolve os erros introduzidos na atualização anterior |
| 0.6.0.0                             | 13 de fevereiro de 2016             | - Adicionado verificação ortográfica através da funcionalidade de verificação ortográfica incluída no Windows 8 e mais recente. Como tal, este recurso não está funcional quando se usa o Open Live Writer no Windows 7. - Adicionado suporte para as categorias quando se usa o Blogger. - Correção de erros e melhorias em geral.              |
| 1.0                                 | TBD                                 | - Mesmas características do Windows Live Essentials 2012 - Suporte para múltiplos idiomas - Suporte para mais plataformas de blogs, incluindo TypePad e LiveJournal - Melhor suporte para as versões mais antigas do Windows. Windows 7 e Windows 8.x planejados. - Suporte para Conjunto de Testes - Capacidade de localizar e substituir texto |
| 1.0.1                               | TBD                                 | - Correção de erros |
| 1.1                                 | TBD                                 | - Suporte para autenticação Azure Active Directory (AAD) - Support para mais plataformas de publicação (Facebook e Twitter planejados) - Suporte para edição em Markdown e revisões |
| 2.0                                 | TBD                                 | - Grande atualização com características a serem determinadas |